# 凱法利尼亞州
凱法利尼亞州（希臘語：Νομός Κεφαλληνίας），是希臘伊奧尼亞群島大區的一個旧州，西臨伊奥尼亚海，東隔帕特雷灣與希臘大陸相望。由凱法利尼亞島、伊薩基島等組成。面積904平方公里，2005年人口42,088人。首府阿尔戈斯托利翁。
2011年希腊所有的州份被取消。在凱法利尼亞州的区域上成立了凯法利尼亚专区和伊萨基专区。